# Lavello
Lavello est une commune italienne d'environ 13 350 habitants, située dans la province de Potenza, dans la région Basilicate, en Italie méridionale.

## Histoire

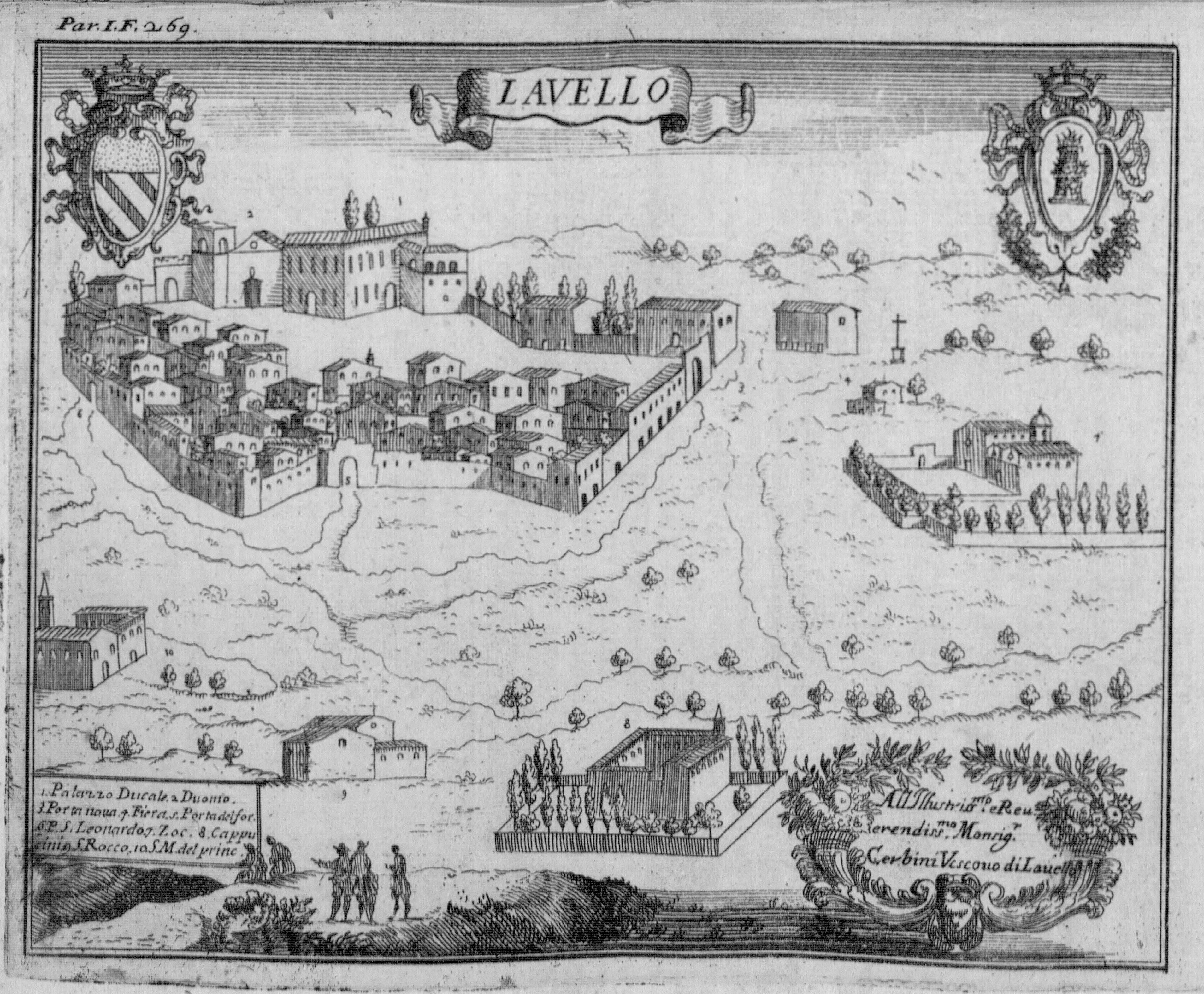
Lavello, gravure de Giovan Battista Pacichelli, Il Regno di Napoli in prospettiva, 1703.

Pendant l'Âge du Fer, le site de Lavello est occupé par l'habitat de Forentum, peuplé par les Dauniens.
Au IXe siècle, sous la domination des Lombards, Lavello appartient au duché de Bénévent. En 869, le duc Sicard y est assassiné en revenant de la chasse. En 1042, lors de la conquête normande de l'Italie du Sud, elle est donnée en fief à un nommé Arniclino ou Arnolino,. L'évêché, qui dépendait de l'archevêché de Bari, passait pour ancien mais aucun évêque n'est mentionné avant 1060. La cathédrale était en même temps l'unique église paroissiale.
Sous la dynastie souabe des Hohenstaufen, Frédéric II agrandit l'ancienne forteresse lombarde. Son fils Conrad IV de Hohenstaufen y meurt en 1254. Lors de la révolte gibeline de 1268, Lavello prend le parti de Manfred de Hohenstaufen contre le roi français Charles d'Anjou. Celui-ci, en représailles, fait incendier la ville : en souvenir de cet épisode, le blason municipal montre une tour à deux étages envahie par les flammes.
Lavello est la ville natale du condottiere Angelo Tartaglia, lieutenant de Giacomo Attendolo Sforza qui le fait exécuter en 1421. Sous Ferdinand le Catholique, roi de Naples de 1503 à 1516, le comté de Lavello est un fief des Orsini del Balzo (it). En 1507, il est vendu aux Del Tufo. Il passe plus tard aux Pignatelli puis aux Caracciolo de Torella qui le conservent jusqu'à l'abolition de la féodalité.
En 1547, Thomas Stella, évêque de Lavello, participe à la 14e session du concile de Trente, tenue à Bologne. Les pères concluent à une définition volontairement imprécise de « la contrition requise dans le pénitent ».
Au XVIIIe siècle, Lavello abrite deux couvents, un d'observantins et un de capucins.
En 1851, Lavello est une des localités touchées par le tremblement de terre du Vulture. L'église principale est reconstruite en 1852 ; la ville compte alors 4 480 habitants ; elle appartient à la circonscription et au diocèse de Venosa, district de Melfi, province de Basilicate. Pendant le brigandage post-unitaire des années 1860, soulèvement armé fortement teinté de brigandage contre l'annexion du royaume des Deux-Siciles par le royaume d'Italie réunifié, Lavello est occupée et mise à sac en avril 1861 par le chef de bande Carmine Crocco.
Lavello est la ville natale de Marco Bisceglia (it) (1925-2001), curé de la paroisse du Sacré-Cœur dans la même ville où il célèbre, en 1975, le premier mariage homosexuel en Italie, ce qui lui vaut d'être suspendu a divinis.

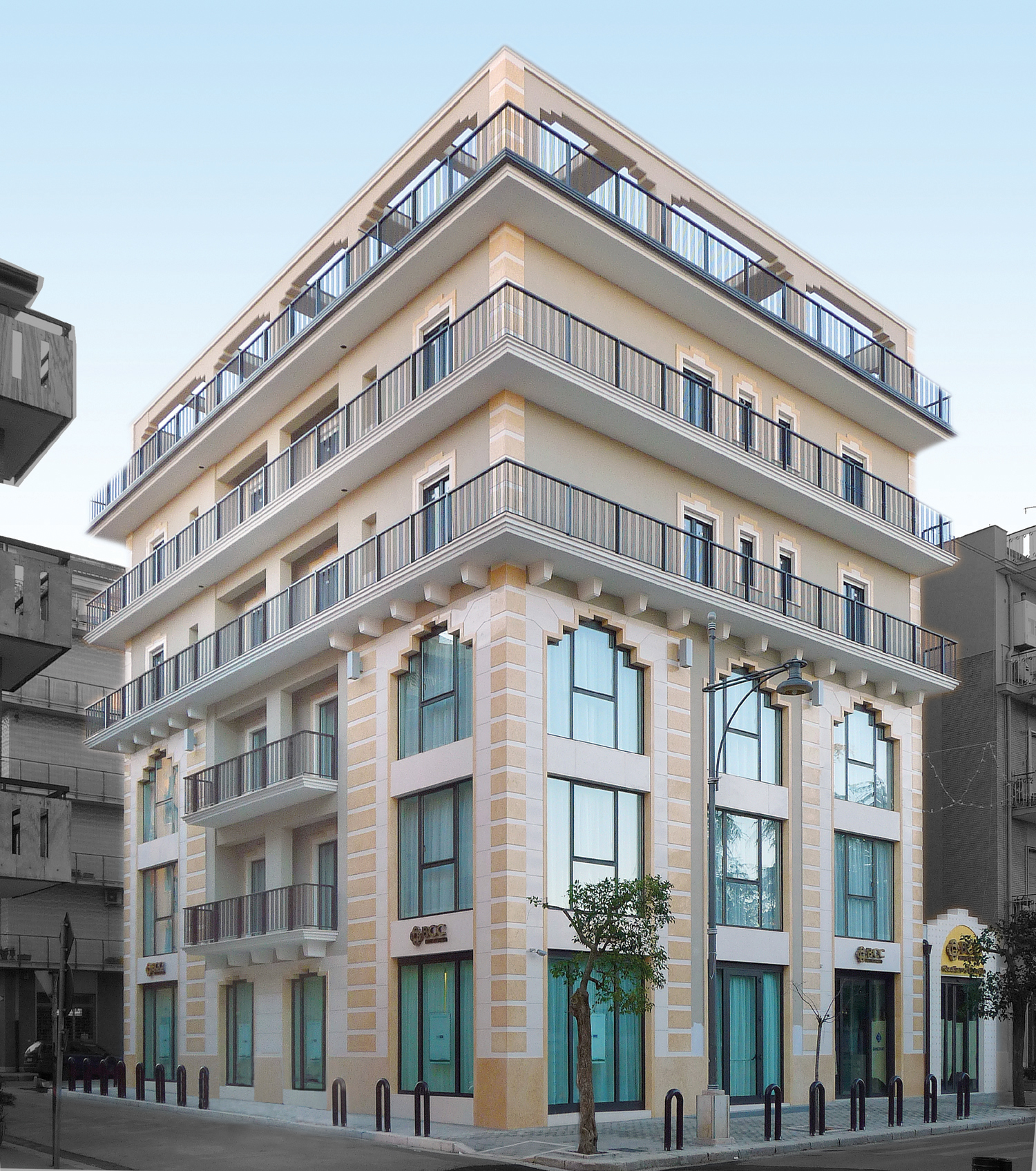
Siège de la Banca di Credito Cooperativo de Gaudiano en 2008.

## Administration
| Période                                  | Période | Identité | Étiquette | Qualité |
| ---------------------------------------- | ------- | -------- | --------- | ------- |
|                                          |         |          |           |         |
| Les données manquantes sont à compléter. |         |          |           |         |

### Hameaux
Gaudiano

### Communes limitrophes
Ascoli Satriano, Canosa di Puglia, Cerignola, Melfi, Minervino Murge, Montemilone, Rapolla, Venosa